# Гия, Дана
Дана Гия (итал. Dana Ghia; 13 июля 1932, Милан — январь 2024, Мори, Трентино-Альто-Адидже) — итальянская актриса и певица конца 1950-х — 1970-е годов. Выступала как модель. Во время своей актёрской карьеры иногда указывалась под псевдонимом Гия Арлен.

## Биография
Родилась 13 июля 1932 года в Милане, Италия.
Гиа начала свою карьеру в качестве модели на подиуме. Она дебютировала как певица в 1953 году в студенческой программе. Певческий талант Даны был открыт Лучано Таджиоли, в 1957 году услышавшего её в радиопрограмме Tajoli presenta. Первоначально она отдавала предпочтение работе в мире развлечений, в основном под руководством Карло Савины, директора оркестра Rai. Она записала несколько синглов для Vis Radio, приняла участие в Неаполитанском фестивале 1959 года. На неаполитанском конкурсе вокалистов она представила две песни, которые не вышли в финал: Ammore celeste с Артуро Теста и Primma e doppo с Верой Непи. В начале 1960-х годов она пела в основном за рубежом, а в 1963 году решила дебютировать в кино. Всего за свою кинематографическую карьеру Гия снялась в около тридцати фильмах.
В кино и на телевидении она иногда выступала под псевдонимами Гия Арлен, Арлен Гиа, Феличита Гиа, Диана Мэдиган. Её кинематографическое амплуа часто включало характерные роли . Она снималась в фильмах категории B музыкального жанра (среди них «Vacanze sulla Costa Smeralda» с Лючио Флауто и Маленьким Тони), в итальянских вестернах (сериал о персонаже Тринити в исполнении Теренса Хилла) и «El Desperado», один из 58 спагетти-вестернов, снятых в Италии только в 1967 году. В этом фильме она сыграла роль в любовном треугольнике с Розмари Декстер и Андреа Джордана.
Дана Гия снималась в фильмах ужасов и полицейских фильмах цикла «Эр Моннецца», а также в итальянских комедиях и в жанре так называемой итальянской эротической комедии, в которых режиссёры использовали её красоту и очаровательное тело (Il giovane normale Дино Ризи, по мотивам одноимённого рассказа Умберто Симонетты). Её также пригласили в актёрский состав авторских фильмов «La moglie del prete» (режиссёр Дино Ризи, 1970), «Queimada» (снятый годом ранее с Марлоном Брандо режиссёром Джилло Понтекорво) и «Domani non siamo più here» режиссёра Брунелло Ронди (1967). Среди режиссёров, снимавших её, также Этторе Скола («Комиссар Пепе» 1969 года, в котором она сыграла роль монахини).
Дана Гия умерла в январе 2024 года в возрасте 91 года. Итальянский кинокритик Марко Джиусти в посвящённом ей некрологе писал: «Миланка, высокая, красивая, стройная и, прежде всего, блондинка, очень-очень блондинка, когда публика увидела её в 1959 году на VII Неаполитанском фестивале, где она пела „Небесную любовь“ вместе с Артуро Теста. Обладательница не особенно сильного, но явно сексуального голоса, многократно описанного американскими хроникёрами в 1958 году во время её турне по Америке и Канаде».

## Фильмография
- Degueyo (1966)
- 4 Dollars of Revenge (1966)
- The Dirty Outlaws (1967)
- Today We Kill… Tomorrow We Die! (1968)
- Il commissario Pepe (1969)
- Queimada (1969)[1]
- Il giovane normale (1970)[1]
- La moglie del prete (1971)[1]
- …continuavano a chiamarlo Trinità (1971)
- Per amore o per forza (1971)
- Una farfalla con le ali insanguinate (1971)
- Mio caro assassino (1972)
- Smile Before Death (1972)
- La morte negli occhi del gatto (1973)
- La svergognata (1974)
- Free Hand for a Tough Cop (1975)
- So Young, So Lovely, So Vicious… (1975)
- The Cursed Medallion (1975)
- California (1977)
- Nine Guests for a Crime (1977)

## Дискография
Синглы
- 1958: Come prima/Un sorriso come il sole (Vis Radio, Vi MQN 36130)
- 1958: Melodia d'amore/Pupa piccolina (Vis Radio, Vi MQN 36131)
- 1958: La canzone del faro/Ti voglio ti sogno ti adoro (Vis Radio, Vi MQN 36164)
- 1958: Prendi quella stella/Non partir (Vis Radio, Vi MQN 36165)
- 1958: Anche domani/L'amore senza soldi (Vis Radio, Vi MQN 36312)
- 1958: Napule 'mbraccio a tte/Vicine vicine (Vis Radio, Vi MQN 36313)
- 1958: Non lasciarmi/Melodie d'amore (Vis Radio, Vi MQN 36317)
- 1958: Quand je monte chez toi (Quando salgo da te)/Dors, mon amour (Vis Radio, Vi MQN 36318)
- 1959: The Hula Hoop song/Till (Vis Radio, Vi MQN 36322)
- 1959: Adorami/Tua (con Tony Cucchiara) (Vis Radio, Vi MQN 36335)
- 1959: Per tutta la vita/Tu sei qui (Vis Radio, Vi MQN 36339)
- 1959: Ammore celeste/Scurdammoce 'e ccose d'o munno (Vis Radio, Vi MQN 36476)
- 1959: Primme e doppo/Solitudine (Vis Radio, Vi MQN 36477)

EP
- 1958: The Hula Hoop song/Till/Anche domani/Napule 'mbraccio a te (Vis Radio, Vi MQ 14149)
- 1959: Ammore celeste/Scurdammoce 'e ccose d'o munno/Primme e doppo/Solitudine (Vis Radio, Vi MQ 14169)